# Большое Ворсино
Большое Ворсино — опустевшая деревня в Череповецком районе Вологодской области.
Входит в состав Югского сельского поселения (с 1 января 2006 года по 8 апреля 2009 года входила в Мусорское сельское поселение), с точки зрения административно-территориального деления — в Телепшинский сельсовет.
Расстояние до районного центра Череповца по автодороге — 96 км, до центра муниципального образования Нового Домозерова по прямой — 53 км. Ближайшие населённые пункты — Зиновка, Малое Ворсино, Золотилово.
По данным переписи в 2002 году постоянного населения не было. 